# Joachim Zopfi

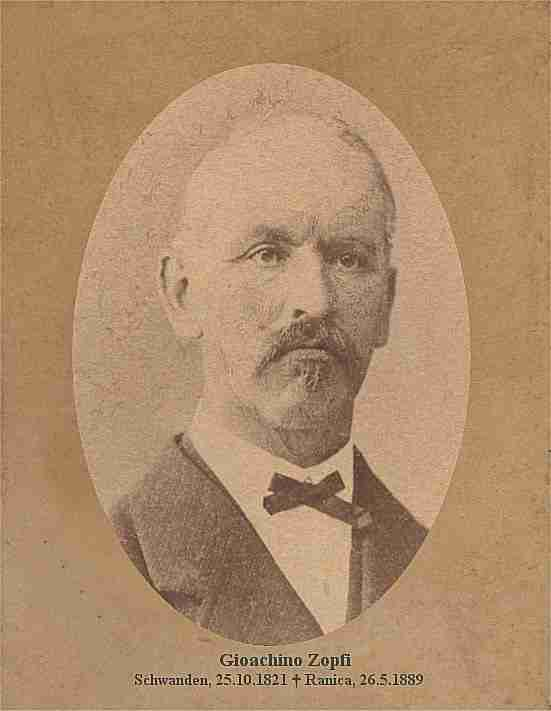
Joachim/Gioachino Zopfi (1880)

Joachim Zopfi, ab 1881 Gioachino Zopfi, (* 21. Oktober 1821 in Schwanden GL; † 26. Mai 1889 in Ranica) war ein Schweizer Unternehmer der Textilindustrie in der Lombardei.

## Leben
Joachim Zopfi wuchs in Schwanden als Sohn des Bäckers Samuel Zopfi und seiner Ehefrau Anna Maria, geborene Tschudi. auf. In Schwanden betrieb er eine Bäckerei und Getreidemühle. Er war Gemeinderat der Gemeinde Schwanden und Landrat des Kantons Glarus.
1843 heiratete er die Bäckerstochter Anna Maria Aebli. Ihre Söhne Enrico (1849–1881) und Emilio (1855–1885) starben jung an Typhus.
1868 wanderte er zwei Jahre nach seinem Bruder Samuel Zopfi nach Italien aus und gründete 1869 in Ranica bei Bergamo eine Baumwollspinnerei mit 11'200 Spindeln. 1881 erweiterte er das Unternehmen durch eine Weberei mit 420 Stühlen.
1881 erwarb er die italienische Staatsbürgerschaft. Er nahm den italienische Vornamen Gioachino an.
Nach seinem Tod 1889 übernahmen seine Ehefrau Anna, Pietro Tschudi, der Ehemann seiner Schwester, dessen Bruder Alfredo Tschudi und Jost Luchsinger das Unternehmen.
Die Aktiengesellschaft Gioachino Zopfi Spa. wurde noch bis 1990 von Nachkommen der Familie Zopfi geführt.